# ريتشارد وليامز (سياسي أمريكي)
ريتشارد وليامز (بالإنجليزية: Richard Williams)‏ هو محامي وسياسي أمريكي، ولد في 15 نوفمبر 1836 في فندلي في الولايات المتحدة، وتوفي في 19 يونيو 1914 في بورتلاند في الولايات المتحدة. حزبياً، نشط في الحزب الجمهوري. وقد انتخب عضو مجلس النواب الأمريكي.